# Course to Arsoning
Course to Arsoning es el segundo álbum de estudio de la banda mexicana de black metal Lacrimae, publicado en 2002 en el sello American Line Productions. La cuarta canción del disco posee el mismo nombre que su anterior y primera producción, Uncommon Sense of Divinity.

## Lista de canciones
1. «Cosmo Chaos Supremacy» – 3:15
2. «Uncauning Pleasures» – 8:01
3. «Black Angels» – 3:19
4. «Uncommon Sense of Divinity» – 6:05
5. «Shiver» – 7:28
6. «Anthems of Coroation» – 6:47
7. «Death travels on Me» – 9:57
8. «The Inner Revelation» – 8:18